# Nebrodi
Los montes Nebrodi (en italiano monti Nebrodi o Caronie; siciliano: Munti Nèbbrudi) son una cadena montañosa que se encuentra situada en el noreste de la isla de Sicilia, en Italia, comprendida entre el mar Tirreno y las primeras pendientes del Etna. Junto con Madonia al oeste y Peloritani al este, forman los Apeninos sículos.
El nombre proviene del griego νεβρός, nebrós, "cervato". Las montañas van desde los Peloritani al este de la isla al pie de las colinas de Madonia al oeste, frente al mar Tirreno en el norte. El monte Etna, del que está separado por los ríos Alcantara y Simeto, forma la frontera meridional de la cordillera. El pico más alto es el monte Soro (1817 m). La cordillera está formada casi en su totalidad de arenisca y arcilla, pero incluye también paisajes de caliza, como Rocche del Crasto. Ciudades que se encuentran en las montañas son Troina, Nicosia, Mistretta y una serie de otras ciudades en la provincia de Mesina.

## Parque de los Nebrodi
En 1993 amplias zonas de los montes Nebrodi se transformaron en zona de parque nacional. Se extiende por 856,87 km². Afecta a muchos de los municipios en las montañas y es una de las zonas protegidas más grandes de Sicilia.